# Challerange
Challerange és un municipi francès situat al departament de les Ardenes i a la regió del Gran Est. L'any 2007 tenia 435 habitants.

## Demografia

### Població
El 2007 la població de fet de Challerange era de 435 persones. Hi havia 192 famílies de les quals 56 eren unipersonals (24 homes vivint sols i 32 dones vivint soles), 80 parelles sense fills, 40 parelles amb fills i 16 famílies monoparentals amb fills.
La població ha evolucionat segons el següent gràfic:
Habitants censats

### Habitatges
El 2007 hi havia 223 habitatges, 194 eren l'habitatge principal de la família, 11 eren segones residències i 18 estaven desocupats. 212 eren cases i 10 eren apartaments. Dels 194 habitatges principals, 161 estaven ocupats pels seus propietaris, 30 estaven llogats i ocupats pels llogaters i 3 estaven cedits a títol gratuït; 1 tenia una cambra, 2 en tenien dues, 14 en tenien tres, 59 en tenien quatre i 118 en tenien cinc o més. 154 habitatges disposaven pel capbaix d'una plaça de pàrquing. A 94 habitatges hi havia un automòbil i a 71 n'hi havia dos o més.

### Piràmide de població
La piràmide de població per edats i sexe el 2009 era:
| Homes | Edats   | Dones |
| ----- | ------- | ----- |
| 0     | 95 o +  | 0     |
| 0     | 90 a 94 | 0     |
| 0     | 85 a 89 | 0     |
| 4     | 80 a 84 | 0     |
| 20    | 75 a 79 | 28    |
| 16    | 70 a 74 | 20    |
| 20    | 65 a 69 | 12    |
| 12    | 60 a 64 | 8     |
| 20    | 55 a 59 | 12    |
| 24    | 50 a 54 | 16    |
| 8     | 45 a 49 | 28    |
| 4     | 40 a 44 | 8     |
| 16    | 35 a 39 | 8     |
| 20    | 30 a 34 | 12    |
| 12    | 25 a 29 | 8     |
| 12    | 20 a 24 | 12    |
| 16    | 15 a 19 | 16    |
| 12    | 10 a 14 | 8     |
| 16    | 5 a 9   | 8     |
| 8     | 0 a 4   | 20    |

## Economia
El 2007 la població en edat de treballar era de 257 persones, 183 eren actives i 74 eren inactives. De les 183 persones actives 164 estaven ocupades (102 homes i 62 dones) i 19 estaven aturades (7 homes i 12 dones). De les 74 persones inactives 31 estaven jubilades, 15 estaven estudiant i 28 estaven classificades com a «altres inactius».

### Ingressos
El 2009 a Challerange hi havia 202 unitats fiscals que integraven 479,5 persones, la mediana anual d'ingressos fiscals per persona era de 16.617 €.

### Activitats econòmiques
Dels 13 establiments que hi havia el 2007, 1 era d'una empresa extractiva, 2 d'empreses alimentàries, 3 d'empreses de construcció, 2 d'empreses de comerç i reparació d'automòbils, 1 d'una empresa d'hostatgeria i restauració, 1 d'una empresa financera, 2 d'empreses de serveis i 1 d'una empresa classificada com a «altres activitats de serveis».
Dels 3 establiments de servei als particulars que hi havia el 2009, 2 eren paletes i 1 lampisteria.
L'únic establiment comercial que hi havia el 2009 era una fleca.
L'any 2000 a Challerange hi havia 8 explotacions agrícoles que ocupaven un total de 835 hectàrees.

## Equipaments sanitaris i escolars
El 2009 hi havia una escola elemental.

## Poblacions més properes
El següent diagrama mostra les poblacions més properes.